# Перси, Генри, 1-й барон Перси
Генри де Перси (англ. Henry de Percy; ок. 25 марта 1273 — 2/10 октября 1314) — английский аристократ, 9-й феодальный барон Перси из Топклифа, 1-й барон Перси из Алника с 1299 года, граф Бьюкен в 1304 году, граф Каррик в 1306 году, сын Генри де Перси, 7-го феодального барона Перси из Топклифа, и Элеаноры де Варенн.
Генри был одним из ведущих военачальников во время шотландских войн Эдуарда I. Благодаря своему положению, он смог значительно упрочить положение рода Перси в Северной Англии, а приобретение замка Алник в Нортумберленде, ставшем в будущем главной резиденцией Перси, стало основой для роста могущества Перси в англо-шотландском Пограничье.
В первые годы правления Эдуарда II Генри сначала был в числе его сторонников, но позже, будучи недовольным шотландской политикой короля и передачей одной из своих должностей королевскому фавориту Пирсу де Гавестону, перешёл на сторону лордов-ордайнеров. Во время баронского восстания Генри играл одну из ведущих ролей в захвате Гавестона. Хотя владения Генри были конфискованы королём, но в 1413 году они были возвращены по амнистии.

## Биография

### Происхождение
Генри был младшим из сыновей Генри де Перси, 7-го феодального барона Перси из Топклифа, от брака с Элеанорой де Варенн. По отцу он происходил из знатного рода Перси, владевшего обширными владениями в Йоркшире, Лестершире и Хэмпшире, по матери Генри был близким родственником короля Англии. Генри был посмертным ребёнком, его отец умер в 1272 году, сам же Генри родился около 25 марта 1273 года в замке Питворт (Суссекс). Согласно поздним генеалогиям, у него было двое старших братьев, Уильям и Джон, однако в настоящее время найдены документальные доказательства существования только Джона, который умер между 16 июня 1285 и 20 июля 1293 года, ему наследовал Генри.

### Участие в Шотландских войнах Эдуарда I
11 июня 1294 года Генри, будучи совершеннолетним, принял участие в валлийской экспедиции Эдуарда I, после чего в течение 10 лет активно участвовал в войнах с Шотландией, которые вёл Эдуард I. После захвата Берика 30 марта 1296 года король посвятил Перси в рыцари. 27 апреля 1296 года Перси участвовал в битве при Данбаре. С этого времени Перси становится одним из командующих Эдуарда. В сентябре 1296 года он был назначен хранителем Галлоуэя и Эршира и юстициарием в Дамфрисе. Эти посты он несколько раз занимал и в последующие годы. В июле 1297 года Перси был одним из английских лордов, получавших изъявление о покорности от шотландских прелатов и знати.
В сентябре 1297 года английская армия, которую возглавлял дед Перси, Джон де Варенн, граф Суррей, потерпела поражение в битве при Стерлинг-Бридж, Генри вместе с Робертом де Клиффордом было приказано подготовить армию для вторжения в Галлоуэй, чтобы подавить восстание. Клиффорду и Перси удалось без особых проблем разобраться с восставшими, которые были разобщены. В 1298 году Перси был в числе 6 английских магнатов, которые поставили в английскую армию 500 единиц тяжёлой конницы для участия в шотландском походе Эдуарда I, вклад Перси составил 50 единиц. В 1300 году Перси участвовал в осаде Керлаверока. А 5 апреля 1306 года король назначил его королевским лейтенантом и капитаном всей армии, конницы и пехоты в Ланкастере, Уэстморленде, Камберленде, Эре, Уигтауне, Дамфрисе и всём Гэллоуэе. Это назначение было связано с восстанием Роберта Брюса, короновавшегося шотландской короной под именем Роберт I. Перси в числе других северных баронов должен был восстание подавить.

### Положение при Эдуарде II
Когда 7 июля 1307 года умер король Эдуард I, Перси был в числе трёх военачальников в армии для кампании в Шотландии. Его положение одного из ведущих баронов и причастность к шотландской политике подразумевало, что Перси должен был играть заметную роль в период кризиса, наступившего за смертью Эдуарда I.
Наследник Эдуарда I, Эдуард II, не смог продолжать политику своего отца. Он не стал лично продолжать войну против Шотландии, чем дал возможность Роберту Брюсу укрепиться там. Кроме того, Эдуард II вернул ко двору изгнанного ранее его отцом своего любимца Пирса Гавестона, пожаловав тому титул графа Корнуолла и женив на своей племяннице Маргарет де Клер. Незнатный гасконский дворянин, которому король фактически передал управление Англии, быстро завоевал ненависть высшей знати, которая восприняла его возвышение как оскорбление своей гордости и патриотизму, а проводимая им политика привела к тому, что в Англии воцарился полный беспорядок.
В январе 1308 года Перси участвовал в коронации Эдуарда II. В первые годы правления нового короля Перси находился в хороших отношениях с королевским фаворитом Пирсом Гавестоном. 16 июня 1308 года он входил в состав небольшой группы знати, перед которой были зачитаны королевские грамоты, наделявшие Гавестона различными милостями, в том числе титулом графа Корнуолла. Однако спустя какое-то время Перси перешёл в оппозицию к королевскому двору.
В марте 1310 года группа баронов, недовольных политикой короля и его фаворитом, вынудила Эдуарда II согласиться на назначение исполнительного совета «Лордов Ордайнеров» для проведения реформ в течение последующих 18 месяцев. Целью реформ было «предопределять и укреплять королевство и королевский двор в соответствии с правом и здравым смыслом». В состав совета вошли архиепископ Кентерберийский, 6 епископов, 8 графов и 5 баронов. Хотя Перси и не входил в число лордов-ордайнеров, однако 5 октября 1311 года он был в составе группы членов совета, объявившей людям около собора Святого Павла о положениях реформы. Точно не известно, по какой причине он оказался среди сторонников ордайнеров, но вероятно, что это связано с крахом владычества Англии в Шотландии, в котором он был лично заинтересован.
В отличие от многих других английских магнатов, которые позже станут его союзниками, Перси ответил на призыв короля явиться в Нортгемптон в августе 1310 года для возбуждения судебного разбирательства против Роберта Брюса. Однако с октября 1311 года Перси стал доверенным союзником лордов-ордайнеров, о чём свидетельствуют полученные им пожалования в период, когда они управляли Англией. 20 марта 1311 года он был назначен опекуном Даремской епархии, 2 декабря — судьёй лесов за Трентом, 18 декабря — хранителем замка Бамборо.
После того как Эдуард II отменил постановления ордайнеров, Перси сохранил верность ордайнерам и лишился должности судьи лесов за Трентом, на которую был назначен Гавестон. В дальнейшем он играл заметную роль в плане захвата Гавестона. Англия была разделена на 4 области, северная была поручена Перси и Роберту Клиффорду. В мае 1312 года Перси вместе с графами Пембруком и Сурреем участвовал в осаде замка Скарборо, в котором укрылся Гавестон. Когда 19 мая королевский фаворит сдался, Перси принял сдачу замка. В качестве условия сдачи Гавестон договорился, что он будет находиться под домашним арестом в замке Уоллингфорд до 1 августа, когда парламент должен был решить его судьбу. Однако двое баронов — графы Уорик и Ланкастер — не захотели ждать суда. Они выкрали Гавестона и увезли его в Уорик, где 19 июня тот был обезглавлен.
Убийство Гавестона раскололо баронскую оппозицию. Несмотря на всеобщую ненависть к фавориту, его убийство потрясло англичан. Перси не участвовал в казни Гавестона. Хотя его владения были захвачены, он был одним из бенефициаров возможного урегулирования между Эдуардом II и его противниками. В результате переговоров при участии папы 14 октября 1313 года убийцы Гавестона были амнистированы, через 2 дня в числе всех восставших против короля баронов получил амнистию и Перси.

### Титул и владения
Перечень назначений, которые получал Перси, свидетельствует о том, что во время правления Эдуарда I он был одним из главных командующих в королевской армии. За свои заслуги Перси был щедро вознаграждён. 20 февраля 1299 года ему были предоставлены все владения в Англии и Шотландии, принадлежавшие его покойному кузену Ингельраму де Бэллиолу, — вероятно, из-за того, что наследник Ингельрама был мятежником. В состав этих владений входили два манора в Англии, а также барония Урр и Красный замок в Ангусе. В 1304 году Перси было передано графство Бьюкен, шотландский правитель которого, Джон Комин, восстал против англичан. Впрочем, вскоре Комин возвратился на сторону Эдуарда I, после чего владения были ему возвращены. Компенсация, которую получил Перси, была солидной, что доказывает его важность для короля Англии: в апреле 1306 года ему было передано графство Каррик, конфискованное у восставшего Роберта Брюса. По сообщению хрониста Уолтера из Гисборо, в феврале 1307 года Перси был осаждён Робертом Брюсом в замке Тёрнбери, осада была снята только после подхода армии Эдуарда I. Это сообщение свидетельствует о том, что Перси какое-то время управлял по крайней мере частью Каррика.
Генри был первым бароном Перси, вызванным в английский парламент. Впервые он присутствовал на парламентской сессии в Йорке в январе 1298 года. Первый раз как барон Перси он получил вызов 6 февраля 1299 года. В дальнейшем он постоянно участвовал в заседаниях парламента — до 29 июля 1314 включительно. 2 февраля 1301 года он присутствовал в сессии парламента в Линкольне, где подписал письмо от баронов папе римскому как «доминос Топклифа». В апреле 1305 года он присутствовал в парламентской сессии в Вестминстере. Также Перси участвовал в заседаниях парламента в первые годы правления Эдуарда II. Его подпись стоит на Стамфордском письме от баронов папе римскому, датированном 9 августа 1309 года, и ходатайстве для ордайнеров 17 марта 1310 года.
Одним из главных приобретений Генри де Перси стал замок Алник в Нортумберленде. Он был построен ещё в XI веке Гилбертом де Тессоном, позже им владел род Веси, а в 1288 году управлялся епископами Дарема. Согласно акту, датированному 19 ноября 1309 года, замок Алник Перси купил у епископа Даремского Энтони Бека. При этом епископ сохранял возможность выкупить замок обратно до Михайлова дня следующего года. Существует современный источник, в котором говорится о том, что епископ Энтони держал замок под опекой для Уильяма, незаконнорождённого сына Уильяма Веси (ум. 1297), последнего феодального барона Веси из Алника. Однако документального подтверждения этого не существует. И нет никаких доказательств тому, что Перси знал о мошенничестве, даже если епископ Даремский совершил его. Перси законно купил замок по реальной цене, чтобы покрыть свои расходы, ему, вероятно, пришлось взять ссуду у итальянских торговцев (Белларди из Лукки).
Приобретение Алника заложило основы для укрепления положения рода Перси в англо-шотландском Пограничье, Генри стал одним из главных землевладельцев в Нортумберленде. Хотя неизвестно, зачем он покупал Алник, но, исходя из его карьеры, можно предположить, что данное приобретение связано с его участием в войнах с Шотландией, которое должно было упрочить его контакты с епископом Даремским. Замок Алник и прилегающие к нему владения должны были обеспечить ему перевалочный пункт между Йоркширскими владениями Перси и Шотландией и послужить базой для дальнейшей войны с Шотландским королевством. В будущем замок стал главной резиденцией Перси.

### Смерть
Генри де Перси умер между 2 и 10 октября 1314 года. Вероятно, к тому моменту он болел, чем можно объяснить тот факт, что хотя Перси и получил вызов для участия в шотландском походе, закончившемся разгромом англичан в битве при Бэннокберне, но нет никаких доказательств его участия в нём.
Тело Генри было похоронено в Фаунтинском аббатстве. От брака с Элеанорой Фицалан, дочерью Ричарда Фицалана, 8-го графа Арундела, пережившей мужа на 14 лет, Генри оставил двух сыновей и дочь. Наследовал ему старший сын Генри.
«Хроника Алника» описывает Генри как выдающегося турнирного бойца, более сильного, чем любой из его предков.

## Брак и дети
Жена: с ок. 1299 года Элеанора Фицалан (ок. 1277 — июль/август 1328), вероятно, дочь Ричарда Фицалана, 8-го графа Арундела, и Алазии ди Салуццо. Дети:
- Генри де Перси (до 6 февраля 1301 — конец февраля 1352), 2-й барон Перси из Алника с 1314
- Уильям де Перси (1301—1355)

## Комментарии
1. ↑  Прадед Элеаноры, Гамелин, был незаконнорождённым сыном Жоффруа V Плантагенета и, соответственно, единокровным братом короля Генриха II Плантагенета; мать Элеаноры, Алиса де Лузиньян, была единоутробной сестрой короля Генриха III[1].